# Дезерт-Шорс (Каліфорнія)
Дезерт-Шорс (англ. Desert Shores) — переписна місцевість (CDP) в США, в окрузі Імперіал штату Каліфорнія. Населення — 1128 осіб (2020).

## Географія
Дезерт-Шорс розташований за координатами 33°24′14″ пн. ш. 116°2′24″ зх. д. / 33.40389° пн. ш. 116.04000° зх. д. (33.403975, -116.040133).  За даними Бюро перепису населення США в 2010 році переписна місцевість мала площу 1,77 км², уся площа — суходіл. В 2017 році площа становила 2,10 км², з яких 1,81 км² — суходіл та 0,30 км² — водойми.

## Демографія
Згідно з переписом 2010 року, у переписній місцевості мешкали 1104 особи в 344 домогосподарствах у складі 245 родин. Густота населення становила 625 осіб/км².  Було 421 помешкання (239/км²).
Расовий склад населення:
| - 64,2 % — білих - 2,4 % — корінних американців - 0,7 % — чорних або афроамериканців - 0,4 % — азіатів - 0,1 % — вихідців з тихоокеанських островів - 27,8 % — осіб інших рас |

До двох чи більше рас належало 4,4 %. Частка іспаномовних становила 76,8 % від усіх жителів.
За віковим діапазоном населення розподілялося таким чином: 31,9 % — особи молодші 18 років, 54,8 % — особи у віці 18—64 років, 13,3 % — особи у віці 65 років та старші. Медіана віку мешканця становила 29,9 року. На 100 осіб жіночої статі у переписній місцевості припадало 108,7 чоловіків;  на 100 жінок у віці від 18 років та старших — 98,4 чоловіків також старших 18 років.
Середній дохід на одне домашнє господарство  становив 33 793 долари США (медіана — 29 625), а середній дохід на одну сім'ю — 41 695 доларів (медіана — 32 344). Медіана доходів становила 19 688 доларів для чоловіків та 40 485 доларів для жінок. За межею бідності перебувало 28,5 % осіб, у тому числі 48,3 % дітей у віці до 18 років та 21,5 % осіб у віці 65 років та старших.
Цивільне працевлаштоване населення становило 473 особи. Основні галузі зайнятості: сільське господарство, лісництво, риболовля — 28,1 %, освіта, охорона здоров'я та соціальна допомога — 16,9 %, науковці, спеціалісти, менеджери — 14,8 %.